# Dystrykt Haripur
Dystrykt Haripur (urdu: ہری پو)– dystrykt w północnym Pakistanie w prowincji Chajber Pasztunchwa. W 1998 roku liczył 692 228 mieszkańców (z czego 49,92% stanowili mężczyźni) i obejmował 104 407 gospodarstw domowych. Siedzibą administracyjną dystryktu jest Haripur.